# Crinifer
Crinifer refere-se a um género de aves da família Musophagidae, que é endémica de África.

## Espécies
O género Crinifer é composto por 5 espécies:
- Turaco-mascarado, Crinifer personatus (Rüppell, 1842)
- Turaco-unicolor, Crinifer concolor (A. Smith, 1833)
- Turaco-de-barriga-branca, Crinifer leucogaster (Rüppell, 1842)
- Turaco-cinzento, Crinifer piscator (Boddaert, 1783)
- Turaco-de-cauda-barrada, Crinifer zonurus (Rüppell, 1835)